# تتنولدی
تتنولدی (به لاتین: Tetnuldi) یک کوه در گرجستان است که در سامگرلو-زمو سوانتی واقع شده‌است. تتنولدی ۴٬۸۵۸ متر بالاتر از سطح دریا واقع شده‌است.